# 塔耶布瓦
塔耶布瓦（法語：Taillebois）是法国奥恩省的一个旧市镇，位于该省西北部，属于阿尔让唐区。该市镇总面积5.51平方公里，2009年时的人口为148人。
塔耶布瓦已于2016年1月1日起和相邻的另外7个市镇合并成为了"阿蒂斯-瓦勒德鲁夫尔"（法語：Athis-Val de Rouvre）。

## 人口
塔耶布瓦人口变化图示